# Sphaerocarpos stipitatus
Sphaerocarpos stipitatus är en bladmossart som beskrevs av Gottlieb Wilhelm T.G. Bischoff och Johann Bernhard Wilhelm Lindenberg. Sphaerocarpos stipitatus ingår i släktet Sphaerocarpos och familjen Sphaerocarpaceae. Inga underarter finns listade i Catalogue of Life.